# Deroceras neuteboomi
Deroceras neuteboomi is een slakkensoort uit de familie van de Agriolimacidae. De wetenschappelijke naam van de soort is voor het eerst geldig gepubliceerd in 1972 door Forcart.